# Gerardus Verdegaal
Gerardus Cornelis Petrus Maria (Gerard) Verdegaal (Noordwijkerhout, 2 februari 1929 – Tubbergen, 15 augustus 1975) was een Nederlands politicus van de KVP.
Verdegaal was werkzaam bij de provinciale griffie van Gelderland voor hij in september 1967 benoemd werd tot burgemeester van Ammerzoden. In 1971 werd hij tevens benoemd tot waarnemend burgemeester van Hedel. Beide functies vervulde hij tot 1973, in welk jaar hij werd benoemd tot burgemeester van Tubbergen.
Op 15 augustus 1975 kwam Verdegaal om het leven bij een verkeersongeval tijdens een rondrit door de gemeente van de colleges van B&W van Tubbergen en Ammerzoden. Ook twee collegeleden van Ammerzoden, Wim van de Schans, wethouder en Harm Schokker, gemeentesecretaris kwamen hierbij om het leven.
In Tubbergen is de sporthal Burgemeester Verdegaalhal naar hem vernoemd.